# Six Pack
Six Pack foi um grupo infanto-juvenil criado a partir da novela Karkú. Logo no início da banda estrearam seu videoclipe "Cada Vez", depois lançaram seu álbum Six Pack. Pelo enorme sucesso ganharam um Los Premios MTV Latinoamérica na categoria "Melhor Novo Artista Central"..
Raquel Calderón e Vicente Muñoz abandonaram o grupo por diferenças com a produtora "My Friend Entertainment", mesmo motivo pelo qual também abandonaram a série.

## História
Os integrantes (Constanza Piccoli Molina, Luciana Echeverria, Vicente Muñoz, César Morales, Ignacio Sepúlveda, e Raquel Calderón) se conheceram no ano de 2006, quando começaram as gravações da novela juvenil, Karkú.

## Integrantes
- Constanza Piccoli Molina (Conny) (2006-2010)
- Raquel Calderón (Kel) (2006-2008)
- Vicente Muñoz (Vicho) (2006-2008)
- Luciana Echeverria (Luty) (2006-2009)
- César Morales (Cozo) (2006-2009)
- Constanza Herrero (Kota) (2008-2010)
- Nicolas Guerra (Nico) (2008-2010)
- Ignacio Sepúlveda (Chacho) (2006-2010)

## Conflitos
Em 2 de Janeiro de 2008 por conflitos internos entre Raquel Calderón e a produtora, seu contrato deu-se por terminado em Karkú e Six Pack. No dia 28 de Janeiro, eles conheceram a nova integrante Constanza Herrero (Kota). Algo similar aconteceu com Vicente, no qual ele acusou a produtora de maus tratos acabando com seu contrato em Karkú e Six Pack, sendo substituído por Nicolás Guerra (Nico). Já Luciana Echeverría teve que deixar a banda por que iria gravar a novela Corazón Rebelde e entrar para banda CRZ. César Morales deixou a banda para se dedicar a sua outra banda, 330 am. Constanza Piccoli Molina, também desistiu de Six Pack, o suposto motivo foi de começar a seguir outros trabalhos. Depois foi a vez de Ignácio Sepúlveda sair da banda, deixando-a apenas composta por Nico e Kota.
Eles ainda se apresentaram no "Día de la Musica" em 2010, mas de acordo com Nico "Sem Conny não há Six Pack", então a banda teve seu fim.

## Discografia
- 2007: Six Pack
- 2008: Rédicioon
- 2009: Up